# باروتو کایتو
باروتو کایتو (把瑠都 凱斗؛ زادهٔ ۵ نوامبر ۱۹۸۴) با نام اصلی کایدو هولسون سیاستمدار و کشتی‌گیر سابق سومو اهل استونی است. وی در سال ۲۰۱۹ به‌عنوان نماینده مجلس استونی انتخاب شد.